# FreeCol
FreeCol è un videogioco strategico a turni pubblicato sotto licenza GNU GPL, ispiratosi a Colonization di Sid Meier. Il progetto è nato nei primi anni 2000 come remake abbastanza fedele del gioco originale, con lo scopo di riportare in vita l’esperienza classica di colonizzazione in un formato aggiornato e personalizzabile.
Dopo più di 20 anni di sviluppo, il gioco ha raggiunto la versione 1.0.0 nel gennaio 2023. FreeCol è sviluppato in Java, quindi funziona su diversi sistemi operativi usando il Java Runtime Enviroment.  È stato nominato "progetto del mese" da SourceForge nel febbraio 2007.

## Sviluppo
Gli sviluppatori si sono prefissati fin dal 2002 di creare una versione libera di Colonization distribuita sotto GNU General Public License (GPL). Il fondatore del progetto è Lars Willemsens, che fu anche il principale sviluppatore nei primi anni, ma si ritirò nel 2006.
Il progetto iniziò a essere sviluppato utilizzando linguaggi di programmazione C e C++ per poi essere ridisegnato in Java. La prima versione fu la 0.1.0 e venne pubblicata il 2 gennaio 2003: il server era scritto in C++, mentre il client era in Java. Dalla versione successiva venne impiegato solo il secondo linguaggio di programmazione.
La versione del gioco 0.11.6 è uscita il 17 ottobre 2015.
Il 2 gennaio 2023, esattamente venti anni dopo la prima release beta, viene pubblicata la prima versione stabile 1.0.0. Il gioco ha avuto più di 2 milioni di download in 20 anni, e il team continua a pianificare FreeCol 2.0 con nuove feature oltre quelle di Colonization. Nonostante il lungo sviluppo, la comunità rimane attiva con forum e discussioni che aiutano a migliorare il gioco.

## Modalità di gioco
Il gameplay di FreeCol segue la struttura di Colonization: si parte nel 1492 con una nave e due coloni, e l’obiettivo è esplorare il Nuovo Mondo, fondare colonie, gestire risorse e far crescere la propria nazione fino a dichiarare l’indipendenza e resistere agli attacchi della potenza europea di origine. Il gioco combina elementi di strategia, gestione delle risorse, diplomazia e guerra. I coloni sono unità che possono essere assegnate a compiti specifici come coltivare canna da zucchero, produrre rum, addestrare soldati o partecipare a missioni religiose. I soldati sono coloni equipaggiati con armi e cavalli, prodotti nelle colonie o acquistati. FreeCol permette anche di gestire le relazioni con le tribù indigene e altre potenze europee, fare scambi e influenzare alleanze locali. Si può promuovere il separatismo incoraggiando sentimenti indipendentisti tra i coloni per ottenere vantaggi strategici.
Il gioco offre tante opzioni di personalizzazione, per esempio modificare numero e cordialità dei villaggi indigeni, velocità dell’immigrazione, quanto è esigente il monarca, requisiti dei “founding fathers”, limiti delle colonie, posizioni iniziali delle navi europee, durata della partita e anche come si comporta l’intelligenza artificiale.
FreeCol supporta il multiplayer, permettendo di giocare con amici fino a otto nazioni europee (le quattro originali – Spagna, Inghilterra, Francia e Paesi Bassi – più Russia, Svezia, Danimarca e Portogallo) e ulteriori espansioni con mod. La comunità contribuisce regolarmente con mappe personalizzate, scenari e altri contenuti, aumentando molto la rigiocabilità.
Il gioco include mappe predefinite di grandi dimensioni, come l’America, l’Africa, l’Australia e i Caraibi, con scenari enormi tipo il “super earth”. Con l’editor di mappe si possono creare nuove mappe, modificare quelle vecchie o adattare i propri salvataggi per scenari personalizzati. La combinazione di mappe estese e multiplayer permette di fare partite epiche fino a 12 giocatori tramite mod.

### Aspetti tecnici
FreeCol usa grafica 2.5D isometrica, tipo i vecchi giochi di strategia come Civilization II, con mappe colorate, unità dettagliate e terreni riconoscibili, come foreste amazzoniche e fiumi del Sud America. L’interfaccia e gli sfondi non sono sofisticati come quelli di Colonization, ma il gioco resta chiaro e funzionale.

### Accoglienza
FreeCol è stato apprezzato per la fedeltà all’originale Colonization e per le tante opzioni di personalizzazione. La varietà di mappe, le possibilità di multiplayer e le meccaniche di gestione dei coloni sono tra i punti forti. Critiche minori riguardano l’assenza di colonna sonora integrata e un’interfaccia meno curata rispetto al gioco originale.  La comunità di giocatori e sviluppatori continua a supportare il gioco con forum e mod, rendendo FreeCol una delle migliori esperienze di strategia open source ispirate ai classici del genere.